# Сеньківка (зупинний пункт)
Сенькі́вка — пасажирський залізничний зупинний пункт Куп'янської дирекції Південної залізниці.
Розташований за кількасот метрів від села Синьківка, Куп'янський район, Харківської області на лінії Тополі — Куп'янськ-Вузловий між станціями Заоскілля (8 км) та Мовчанове (2 км).
Станом на травень 2019 року щодоби чотири пари приміських електропоїздів здійснюють перевезення за маршрутом Тополі — Куп'янськ-Вузловий.